# Bharatpur (Distrikt)
Der Distrikt Bharatpur (Hindi भरतपुर जिला) ist ein Distrikt im westindischen Bundesstaat Rajasthan und Teil der National Capital Region.
Die Fläche beträgt 5066 km². Verwaltungssitz ist die gleichnamige Stadt Bharatpur.

## Bevölkerung
Die Einwohnerzahl liegt bei 2.549.121 (2011), mit 1.357.896 Männern und 1.191.225 Frauen.

## Besonderheiten
Im Distrikt befindet sich der Keoladeo-Nationalpark, ein Vogelschutzgebiet von internationaler Bedeutung, und seit 1985 UNESCO-Weltnaturerbe.